# Administration d'État des affaires des experts étrangers
 (février 2025).
La mise en forme du texte ne suit pas les recommandations de Wikipédia : il faut le « wikifier ».
Les points d'amélioration suivants sont les cas les plus fréquents :
- Les titres sont pré-formatés par le logiciel. Ils ne sont ni en capitales, ni en gras.
- Le texte ne doit pas être écrit en capitales (les noms de famille non plus), ni en gras, ni en italique, ni en « petit »…
- Le gras n'est utilisé que pour surligner le titre de l'article dans l'introduction, une seule fois.
- L'italique est rarement utilisé : mots en langue étrangère, titres d'œuvres, noms de bateaux, etc.
- Les citations ne sont pas en italique mais en corps de texte normal. Elles sont entourées par des guillemets français : « et ».
- Les listes à puces sont à éviter, des paragraphes rédigés étant largement préférés. Les tableaux sont à réserver à la présentation de données structurées (résultats, etc.).
- Les appels de note de bas de page (petits chiffres en exposant, introduits par l'outil «  Source ») sont à placer entre la fin de phrase et le point final[comme ça].
- Les liens internes (vers d'autres articles de Wikipédia) sont à choisir avec parcimonie. Créez des liens vers des articles approfondissant le sujet. Les termes génériques sans rapport avec le sujet sont à éviter, ainsi que les répétitions de liens vers un même terme.
- Les liens externes sont à placer uniquement dans une section « Liens externes », à la fin de l'article. Ces liens sont à choisir avec parcimonie suivant les règles définies. Si un lien sert de source à l'article, son insertion dans le texte est à faire par les notes de bas de page.
- La présentation des références doit suivre les conventions bibliographiques. Il est recommandé d'utiliser les modèles {{Ouvrage}}, {{Chapitre}}, {{Article}}, {{Lien web}} et/ou {{Bibliographie}}. Le mode d'édition visuel peut mettre en forme automatiquement les références.
- Insérer une infobox (cadre d'informations à droite) n'est pas obligatoire pour parachever la mise en page.

Pour une aide détaillée, merci de consulter Aide:Wikification.
Si vous pensez que ces points ont été résolus, vous pouvez retirer ce bandeau et améliorer la mise en forme d'un autre article.
L'Administration d'État des affaires des experts étrangers (AEAEE) (chinois : 国家外国专家局 ; pinyin : Guójiā Wàiguó Zhuānjiā Jú) est un nom externe utilisé par le ministère chinois des Ressources humaines et de la Sécurité sociale. La SAFEA était auparavant une agence propre au gouvernement de la République populaire de Chine (RPC) qui opérait sous l'égide du Conseil d'État et du ministère des Ressources humaines et de la Sécurité sociale. Elle était chargée de recruter des experts étrangers en dehors de la Chine continentale - y compris à Taïwan et dans les régions administratives spéciales - pour travailler en RPC, et de gérer la formation des ressortissants chinois en dehors du pays. Elle avait son siège à Zhongguancun, dans le district de Haidian, à Pékin.
La AEAEE a été fondée en 1956, et supprimée en mars 2018, lorsque ses fonctions ont été absorbées par le ministère de la Science et de la Technologie (MST). Le nom de la AEAEE a été conservé pour interagir avec les parties étrangères, et a été transféré au ministère des ressources humaines et de la sécurité sociale en mars 2023.

## Recrutement
Les domaines ciblés par le recrutement étranger comprenaient l'économie, la technologie, la gestion, l'éducation, l'ingénierie, la science, la culture et les soins de santé. Les étrangers travaillaient généralement dans des coentreprises à investissement étranger, dans l'industrie privée, dans des entreprises d'État et dans des projets de construction publics.

## Programmes
- Programme "1000 talents"[5],[2]
- Fondation chinoise pour l'échange international de talents (FCEIT)[6],[7]
- Association chinoise pour l'échange international de personnel (ACEIP)[8],[9]
- China Services International[8],[9]
- Conférence sur les échanges internationaux de professionnels

## Partenariats
- Université du Maryland[10]
- Université du Wisconsin à Madison
- Project Management Institute[11]

## Réactions
Selon le rapport Cox de 1999, la AEAEE est « l'une des nombreuses organisations mises en place par la RPC pour le transfert illicite de technologies par le biais de contacts avec des scientifiques et des ingénieurs occidentaux ». En mars 2022, un jury fédéral a reconnu un homme coupable d'avoir obtenu frauduleusement des visas américains pour des employés de l'AEAEE.
Un rapport de 2019 de la sous-commission permanente d'enquête du Sénat des États-Unis sur la sécurité intérieure indique que les contrats de l'AEAEE avec des experts étrangers « comprennent des dispositions qui violent les normes américaines d'intégrité de la recherche, placent les membres du TTP dans des positions juridiques et éthiques compromettantes et sapent les normes scientifiques américaines fondamentales de transparence, de réciprocité et d'intégrité ».
L'AEAEE a fait l'objet d'enquêtes d'espionnage. En 2010, Noshir Gowadia a été condamné pour avoir vendu des informations classifiées, principalement concernant le Northrop Grumman B-2 Spirit, à un représentant de l'AEAEE. L'AEAEE aurait exploité des organisations de façade nominalement privées, telles que Triway Enterprises, basée en Virginie.